# Apeadero de Covas
El Apeadero de Covas es una plataforma ferroviaria de la Línea de Guimarães, que sirve a la localidad de Covas, en el ayuntamiento de Guimarães, en Portugal.

## Historia
Este apeadero se encuentra en el tramo de la Línea de Guimarães entre las estaciones de Vizela y Guimarães, que entró en servicio el 14 de abril de 1884.